# Erni Maissen
Erni Maissen (* 1. Januar 1958 in Reinach BL) ist ein ehemaliger Schweizer Fussballspieler.

## Vereinskarriere
Erni Maissen ist in Reinach aufgewachsen und begann seine Fussball-Karriere bei den Junioren des FC Reinach. 1975 wechselte er zum FC Basel und spielte als Mittelfeldspieler neben Spielern wie Stohler, Gaisser, Ramseier und Fischli. Mit dem FCB wurde er zweimal Schweizer Meister, 1977 und 1980.
Im Sommer 1982 wechselte Maissen zum FC Zürich. Sein Meisterschaftsdebüt für Zürich gab er am 14. August 1982 im 5:1-Heimsieg gegen den FC Luzern, und sein erstes Tor für den FCZ schoss er im 2:2-Auswärtsremis beim BSC Young Boys am 14. August. Maissen blieb nur ein Jahr beim FCZ und kehrte im Juli 1983 zum FCB zurück. Im Sommer 1987 wechselte er zu den Young Boys in Bern. Nach nur zwei Jahren wechselte er wieder zurück zum FCB und beendete dort seine Karriere im Jahr 1992.

## Nationalmannschaft
Erni Maissen gab sein Debüt in der Schweizer Nationalmannschaft am 26. März 1980 mit einem 2:0-Heimsieg gegen die Tschechoslowakei in Basel. Sein 29. und letztes Spiel war die 1:0-Auswärtsniederlage in Kaiserslautern gegen Westdeutschland am 27. April 1988.

## Titel und Erfolge
Basel
- Schweizer Meister: 1977 und 1980
- Alpen-Cup-Sieger: 1981